# Omnium Goes Tropisch bos
Omnium Goes Tropisch bos was een tropisch bos in Goes. Het park beschikte sinds 27 oktober 2017 over een dierentuinvergunning. Het bos is onderdeel van recreatiegebied Omnium Goes. In juni 2022 viel de beslissing dat het tropisch bos moest verdwijnen en plaats moest maken voor een onderwijsinstelling. In 2023 werd het tropisch bos definitief gesloten.

## Diersoorten
In het tropische bos vind je vooral planten en bomen maar daarnaast ook reptielen, zoals gekko's. Het Tropisch bos heeft ook tropische vogels en kwartels.